# 4-乙基亚苄基丙二腈
4-乙基亚苄基丙二腈是一种有机化合物，化学式为C12H10N2，它可由4-乙基苯甲醛和丙二腈在哌啶催化下于乙醇或正丁醇中反应制得。它可以用于合成基于4-乙基苯基二氰基乙烯的共聚物。